# Solenidiopsis galianoi
Solenidiopsis galianoi là một loài thực vật có hoa trong họ Lan. Loài này được Dalström & Nuñez mô tả khoa học đầu tiên năm 2002.